# C11H15N3O4
化学式C11H15N3O4（摩尔质量：253.25 g/mol）可以指：
- 黄斑胺，CAS号：99280-76-9

|  | 这个同类索引页列出了具有相同分子式的化学物（即同分異構體）条目。 除非您是有意链接至本页，否则应将相应条目的内部链接指向正确的条目。 |